# Exo (Band)
Exo (koreanisch: 엑소, Eigenschreibweise: EXO) ist eine koreanisch-chinesische Boygroup der dritten K-Pop-Generation, die 2012 von dem Label SM Entertainment gegründet wurde und aktuell (Stand 2023) aus neun Mitgliedern besteht. Der offizielle Fanclub-Name lautet EXO-L.

## Geschichte

### 2011–2012: Gründung und erste Erfolge
Im Mai 2011 verkündete Lee Soo-man während eines Business-Seminars an der Stanford-Universität die Idee, eine neue Boygroup debütieren zu lassen, die in zwei Subgruppen aufgeteilt wird, die jeweils mit denselben Liedern in Südkorea und China auftreten werden. Nach vielen Änderungen entschied sich Lee Soo-man endgültig im Dezember 2011 für den Namen der neuen Gruppe: EXO, inspiriert von dem Wort Exoplanet. EXO ist unterteilt in EXO-K („K“ für Koreanisch) für Südkorea und in EXO-M („M“ für Mandarin) für China. Ihr erster TV-Auftritt erfolgte am 29. Dezember 2011 bei SBS’ jährlichem Gayo Daejeon.

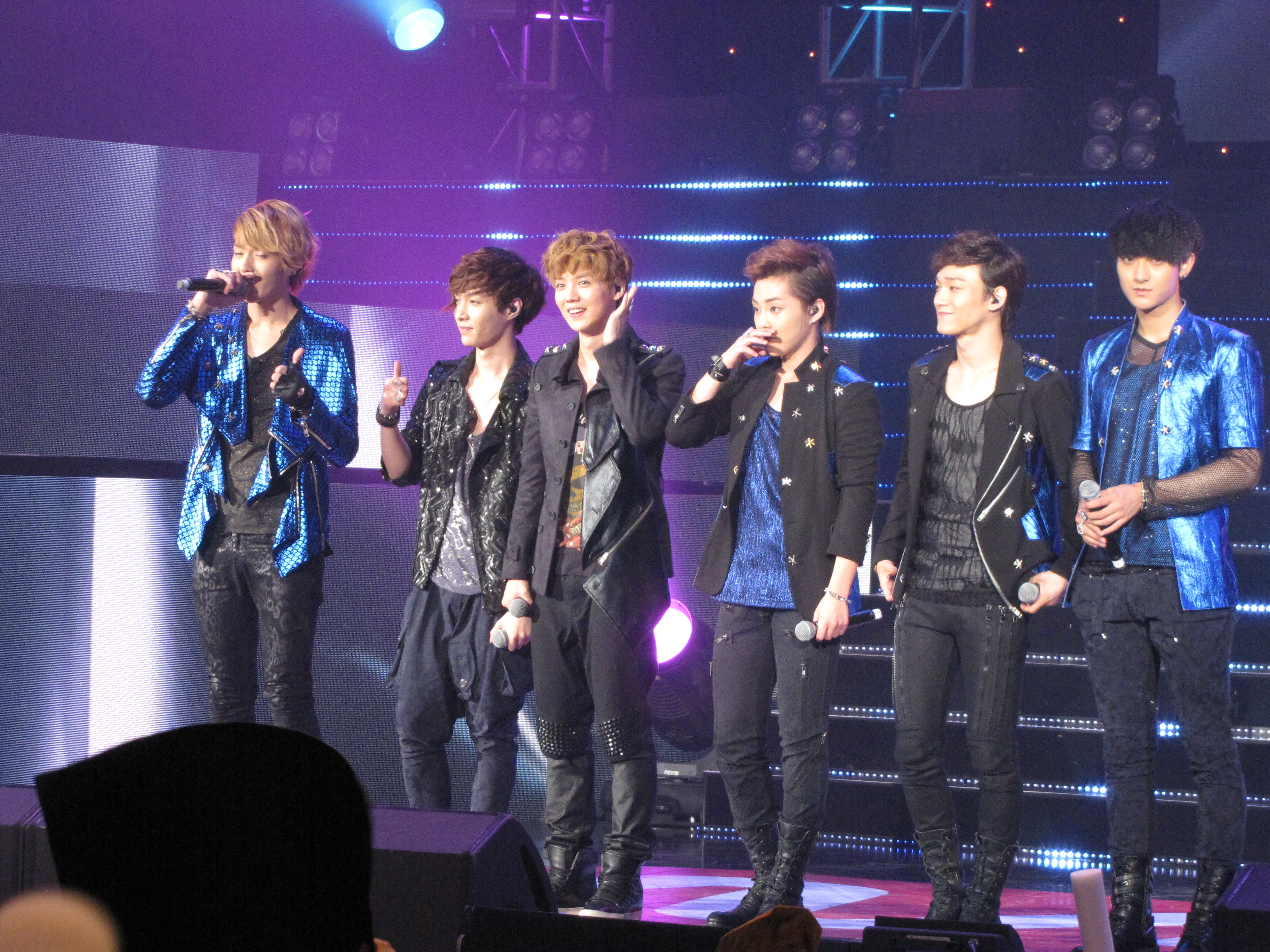
EXO-M, KCON 2012

Ende Januar veröffentlichte die Gruppe ihre erste Single namens What Is Love, die Platz 88 in den Gaon Single-Charts einnahm. Die zweite Single namens History wurde am 9. März veröffentlicht. Sie erreichte Platz 68 in den Gaon Single-Charts und Platz 6 in den Sina Music-Charts. Am 31. März spielte die Gruppe ihr erstes Konzert mit 3.000 Zuschauern im Seoul Olympic Stadium.
Beide Subgruppen machten am 8. April ihr Debüt mit dem Album Mama. An diesem Tag trat EXO-K in der Musikshow The Music Trend auf, während EXO-M mit demselben Lied in Chinas Top Chinese Music Awards auftrat. Die chinesische Version von Mama erreichte den 1. Platz in den Sina Album-Charts, während die koreanische Version die Top 3 in Gaon Album-Charts und Platz 8 in den Billboards World Album-Charts erreichte.
Im November gewann EXO den Award für „Best New Asian Artist“ bei den Mnet Asian Music Awards 2012. EXO-K erhielt drei Nominierungen für die 27. Golden Disk Awards, bei denen sie den Newcomer Award erhielten. Außerdem gewann EXO-M den Award für die beliebteste Gruppe bei den Top Chinese Music Awards 2014.

### 2013–2014: Erstes StudioalbumXOXOund erste interne Konflikte
EXO erlangte große Bekanntheit durch ihr erstes Album XOXO (2013), welches am 3. Juni erschien. Das Album wurde von beiden Gruppen gemeinsam in Südkorea promotet. Während Wolf gemeinsam aufgenommen wurde, erfolgten die restlichen Aufnahmen separat. Beide Versionen erreichten Nr. 1 in den Billboard World Album-Charts.
Die Repackage-Version von XOXO namens Growl erschien am 5. August und enthielt drei zusätzliche Lieder. Growl erreichte Nr. 3 in Billboards Korea K-Pop Hot 100 und Nr. 2 in Gaons Single-Charts. Seit Dezember 2013 wurden alle Versionen von XOXO mehr als 1 Million Mal verkauft. EXO wurde somit zum ersten koreanischen Künstler seit 12 Jahren, der dieses Ziel erreichen konnte.
Bei den Mnet Asian Music Awards 2013 wurde XOXO zum Album des Jahres gekrönt. XOXO ist das meistverkaufte Album des Jahres 2013 in Südkorea. Das Album gewann den Disk Daesang Award in mehreren Award Shows wie z. B. den Golden Disk Award.
Die zweite EP namens Miracles in December wurde am 9. Dezember veröffentlicht. Ab dem 28. November wurde auf MBC Every 1 EXOs Reality Show Showtime ausgestrahlt. Alleine 2013 hatte EXO sechs Alben in den jährlichen Gaon Top 10 der meistverkauften Alben, darunter alle Versionen von XOXO sowie deren Debüt-EP Mama.

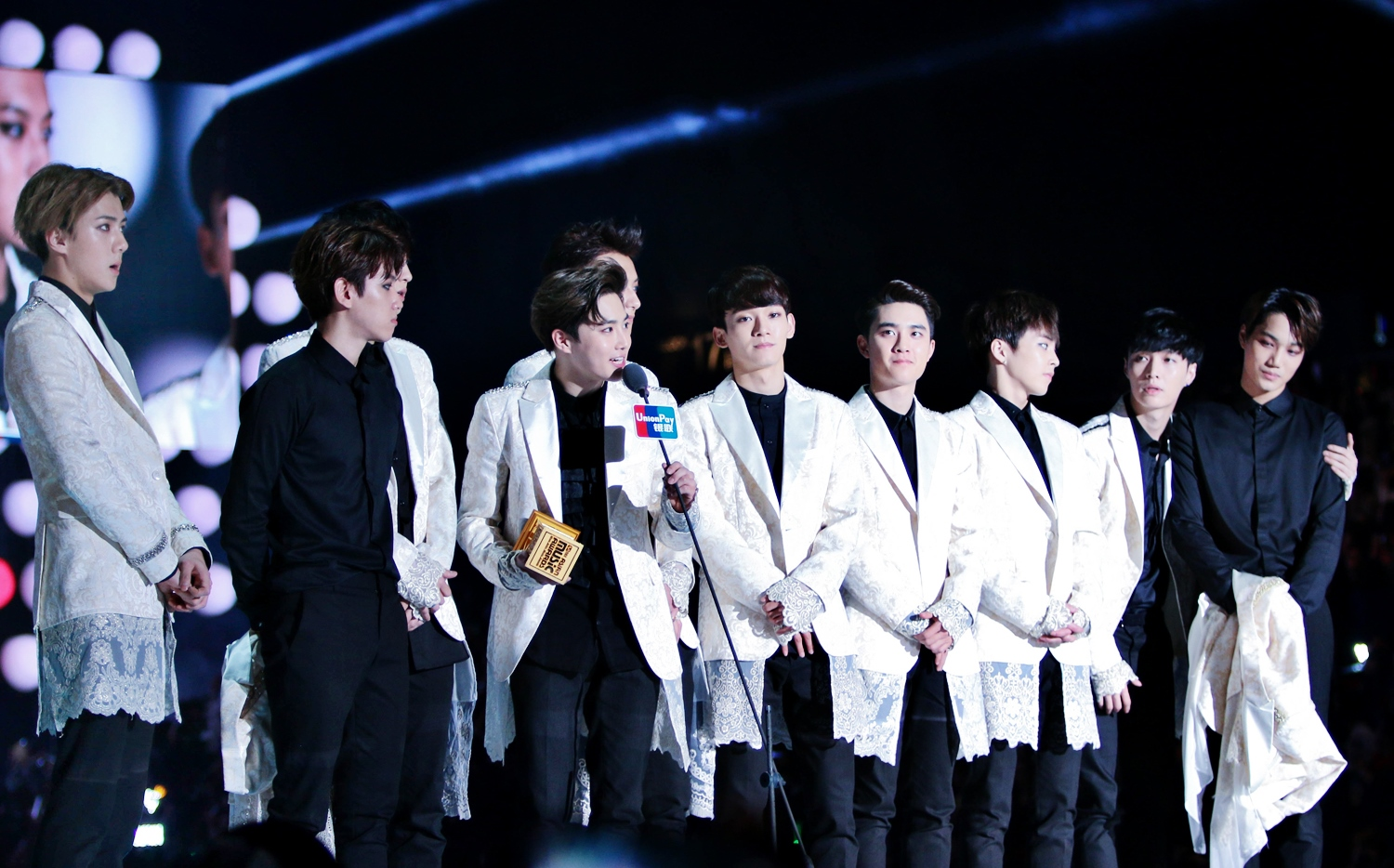
EXO, Mnet Asian Music Awards, Dezember 2014

Die dritte EP namens Overdose erschien am 7. Mai 2014. Eigentlich war die Veröffentlichung für den 21. April angesetzt. Der Termin wurde jedoch aufgrund der Sewol-Katastrophe verschoben. Das Album wurde zum meistvorbestellten Minialbum in der koreanischen Musikgeschichte mit 660.000 Vorbestellungen. Die koreanische Version nahm Platz 2 in den Billboard World Album-Charts und Platz 129 in den Billboard 200 ein. Overdose wurde zum meistverkauften Album 2014 in Südkorea und zum ersten Minialbum, welches die Jahrescharts toppte. Bei den Mnet Asian Music Awards 2014 wurde Overdose zum Besten Album des Jahres gekrönt.
Am 24. Mai hielt EXO ihr erstes Solokonzert Exo from Exoplanet #1 -The Lost Planet im Seoul Olympic Gymnasium statt. Die Konzerttickets waren nach nur 1,47 Sekunden ausverkauft.
Dennoch verließen in diesem Jahr zwei chinesische Mitglieder die noch zwölfköpfige Gruppe. Am 15. Mai reichte Kris Wu einen Prozess gegen SM Entertainment ein, da er schlecht behandelt und benachteiligt wurde, und kaum Urlaub bekam, wodurch er starke Gesundheitsprobleme erlitt. Auch Luhan reichte aus den gleichen Gründen am 10. Oktober 2014 eine Klage gegen SM Entertainment ein.

### 2015–2016: Internationaler Erfolg
Im Januar 2015 wurde das Solokonzert mit dem Titel Exo Planet #2 – The Exo'luxion verkündet. Fünf Konzerte fanden ab 7. März im Olympic Park Stadium in Seoul statt. 1,2 Millionen Fans hatten online versucht, hierfür Tickets zu erwerben. Das zweite Studioalbum namens Exodus erschien am 30. März. Mit 500.000 Vorbestellungen in 24 Stunden stellte Exodus einen neuen Rekord auf. Auf den Song Call Me Baby folgte nach wenigen Tagen das dazugehörige Musikvideo, welches zum meistgeschauten Musikvideo in der ersten Hälfte von 2015 wurde. Die koreanische Version des Albums nahm für vier aufeinanderfolgende Wochen Platz 1 in den Album-Charts ein. EXO wurde außerdem zur ersten K-Pop-Gruppe, die es in die kanadischen Charts schaffte.
Insgesamt wurde Exodus mehr als 1 Million Mal verkauft und wurde somit nach XOXO zu EXOs zweitem Album, welches diesen Meilenstein erreichen konnte. Bei den Mnet Asian Music Awards 2015 wurde Exodus zum Album des Jahres gekrönt.
Allerdings verließ auch das Mitglied Tao die Gruppe aus eher gesundheitlichen Gründen und somit verklagte auch er SM Entertainment am 24. August 2015, um seinen Vertrag aufzulösen.

### Seit 2017:The Warund die Olympischen Spiele

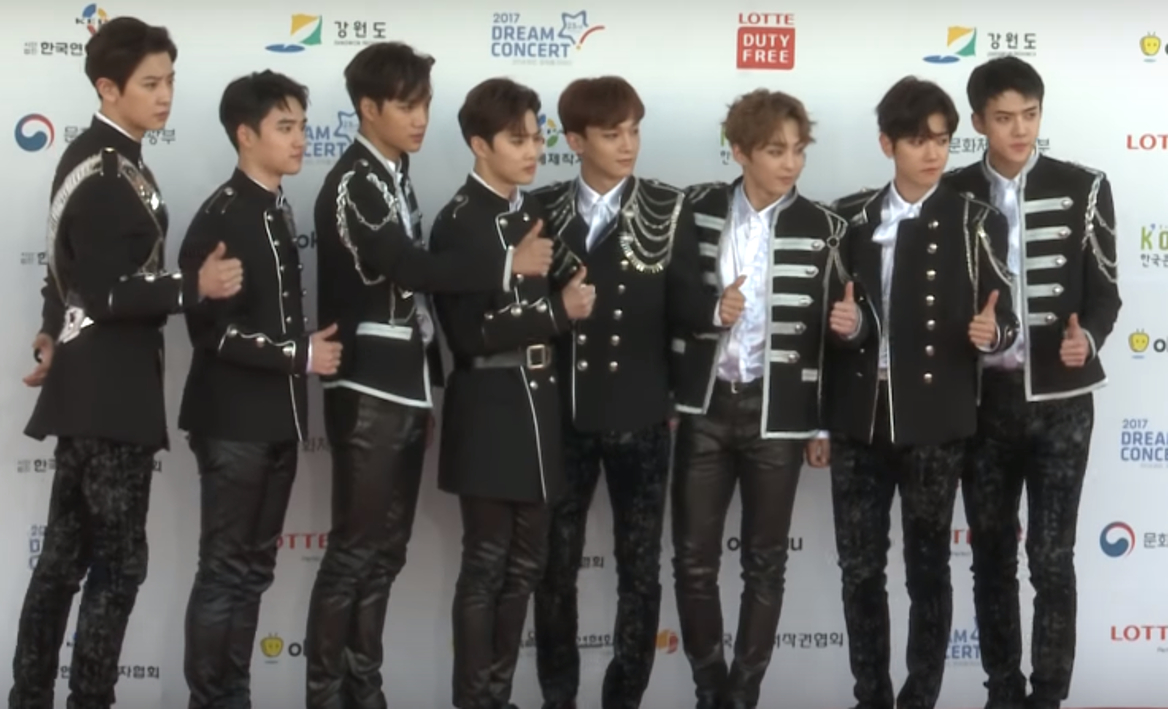
EXO, Dream Concert, Juni 2017

Am 27. und 28. Mai beendete EXO die EXO'rDium-Tournee mit zwei Konzerten im Seoul Olympic Stadium. Somit wurde EXO zur fünften und jüngsten K-Pop-Akt, der ein Konzert in dem Stadium hielt. Die Tickets für beide Konzerttage waren nach jeweils 20 Minuten ausverkauft.
Am 18. Juli veröffentlichte die Gruppe ihr viertes Studioalbum namens The War mit dem Song Ko Ko Bop. Das Album wurde mit 807.235 Vorbestellungen zum meistvorbestellten Album in der Geschichte der südkoreanischen Musik und brach somit den Rekord von Ex'Act. Das Album toppte die Billboard Welt Album-Charts sowie die südkoreanischen Gaon Album-Charts und nahm Platz 87 in den Billboard 200. Der Song Ko Ko Bop toppte wiederum die Billboard World Digital Song-Charts und die Gaon Digital-Charts. Am 15. August wurde The War zu EXOs vierten Album mit jeweils 1 Million verkauften Exemplaren. Am 5. September kam die Repackage-Version von The War namens The War: The Power of Music mit dem Titelsong Power raus. Am 26. Dezember veröffentlichten sie ihr viertes Winteralbum mit dem Titel Universe.
Am 16. Januar reiste die Gruppe nach Dubai, um Power bei der sogenannten Dubai Fountain Show zu repräsentieren. EXO wurde somit der erste K-Pop-Akt, der dies geschafft hat.
Am 31. Januar veröffentlichten EXO ihr erstes japanisches Studio-Album mit dem Titel Countdown. Der Song Electric Kiss wurde bereits als kurzes Musik-Video am 5. Dezember 2017 auf dem offiziellen YouTube-Kanal von SM Entertainment hochgeladen.

### 2018
Am 25. Februar traten Exo während der Schlussfeier der Olympischen Winterspiele 2018 auf. Am 15. September kamen sie durch KBS-MUSIC BANK nach Deutschland, nach Berlin, wo sie mit Stray Kids, Wanna One, (G)I-DLE, Taemin und Somi auftraten. Diese Show wurde von Park Bo Gum moderiert. Am 2. November wurde ihr fünftes Album Don't mess up my tempo mit dem Titelsong Tempo veröffentlicht.

## Mitglieder
| Bild                 | Name          | Geburtsname           | Geburtstag (Alter)      | Geburtsort | Position                        |
| -------------------- | ------------- | --------------------- | ----------------------- | ---------- | ------------------------------- |
|                      | Suho 수호     | Kim Jun-myeon 김준면  | 22. Mai 1991 (34)       | Seoul      | Team leader Lead Vocal          |
|                      | Xiumin 시우민 | Kim Min-seok 김민석   | 26. März 1990 (35)      | Guri       | Sub Vocal, Sub Rap              |
|                      | Lay 레이      | Zhang Yixing 张艺兴   | 7. Oktober 1991 (33)    | Changsha   | Sub Vocal, Main Dance, Sub Rap  |
|                      | Baekhyun 백현 | Byun Baek-hyun 변백현 | 6. Mai 1992 (33)        | Bucheon    | Main Vocal                      |
|                      | Chen 첸       | Kim Jong-dae 김종대   | 21. September 1992 (32) | Siheung    | Main Vocal                      |
|                      | Chanyeol 찬열 | Park Chan-yeol 박찬열 | 27. November 1992 (32)  | Seoul      | Sub Vocal, Main Rap             |
|                      | D.O. 디오     | Doh Kyung-soo 도경수  | 12. Januar 1993 (32)    | Goyang     | Main Vocal                      |
|                      | Kai 카이      | Kim Jong-in 김종인    | 14. Januar 1994 (31)    | Suncheon   | Sub Vocal, Main Dance, Sub Rap  |
|                      | Sehun 세훈    | Oh Se-hun 오세훈      | 12. April 1994 (31)     | Seoul      | Lead Dance, Lead Rap            |
| Ehemalige Mitglieder |               |                       |                         |            |                                 |
|                      | Kris 크리스   | Wu Yifan 吴亦凡       | 6. November 1990 (34)   | Guangzhou  | Team leader EXO-M Main Rap      |
|                      | Luhan 루한    | Lu Han 鹿晗           | 20. April 1990 (35)     | Peking     | Lead Vocal, Lead Dance          |
|                      | Tao 타오      | Huang Zitao 黄子韬    | 2. Mai 1993 (32)        | Qingdao    | Sub Vocal, Lead Dance, Lead Rap |

- Xiumin hatte als erstes seinen Militärdienst, der vom 7. Mai 2019 bis zum 6. Dezember 2020 andauerte.[62] D.O. wurde am 1. Juli 2019 zum Militär entzogen und schloss seinen Dienst am 25. Januar 2021 ab.[63] Suho folgte am 14. Mai 2020[64], Chen am 26. Oktober 2020[65], Chanyeol am 29. März 2021[66] und Baekhyun am 6. Mai 2021.[67]

## Sub-Unit

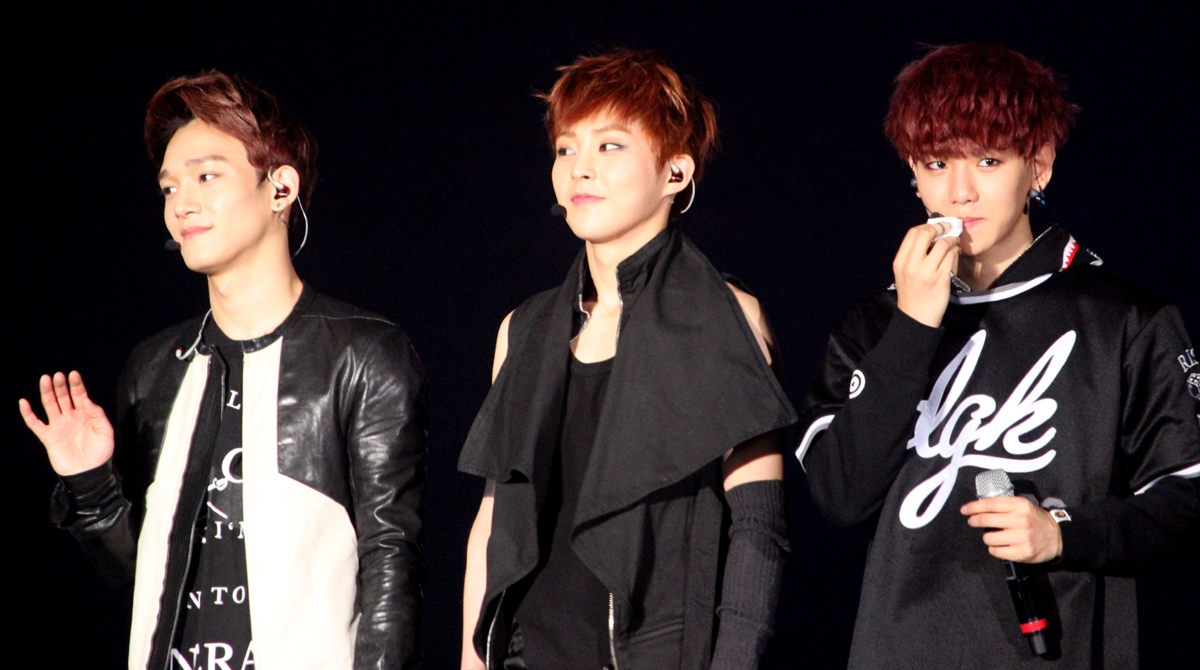
EXO-CBX, 2016

Am 5. Oktober 2016 verkündete S.M. Entertainment die erste Sub-Unit von EXO mit Baekhyun, Chen und Xiumin. Die drei hatten zuvor den Song For You für die SBS-TV-Serie Moon Lovers: Scarlet Heart Ryeo gesungen. Am 24. Oktober wurde der neue Name bekannt: EXO-CBX, wobei CBX eine Kombi aus den Initialen der Künstlernamen der drei Mitglieder darstelle. Am 31. Oktober veröffentlichte EXO-CBX ihre Debüt-EP Hey Mama mit dem dazugehörigen Musikvideo.
Am 1. April 2017 wurde bekannt, dass EXO-CBX ihr Japan-Debüt am 24. Mai mit der EP Girls machen werde. Die Kurzversion des Musikvideos für den Song Ka-CHING! wurde am 1. Mai veröffentlicht. Am 14. Juni wurde außerdem bekannt, dass EXO-CBX den Titelsong für die SBS-Animationsserie Running Man singen werde.
Im Juni 2019 gab S.M. Entertainment die zweite Sub-Unit mit Sehun und Chanyeol bekannt. Exo-SC veröffentlichte am 22. Juli deren erste EP „What a life“ mit drei Songs „Just us 2 ft. Gaeko“, „What a life“ und „Closer to you“. Am 13. Juli 2020 wurde ihr erstes Studioalbum „1 Billion Views“ veröffentlicht.

## Diskografie
Studioalben

| Jahr                       | Titel Musiklabel                             | Höchstplatzierung, Gesamtwochen, AuszeichnungChartplatzierungen (Jahr, Titel, Musiklabel, Platzierungen, Wochen, Auszeichnungen, Anmerkungen) | Höchstplatzierung, Gesamtwochen, AuszeichnungChartplatzierungen (Jahr, Titel, Musiklabel, Platzierungen, Wochen, Auszeichnungen, Anmerkungen) | Höchstplatzierung, Gesamtwochen, AuszeichnungChartplatzierungen (Jahr, Titel, Musiklabel, Platzierungen, Wochen, Auszeichnungen, Anmerkungen) | Anmerkungen                                                                                   |
| Jahr                       | Titel Musiklabel                             | KR | JP | US | Anmerkungen                                                                                   |
| -------------------------- | -------------------------------------------- | --- | --- | --- | --------------------------------------------------------------------------------------------- |
| Südkoreanische Studioalben |                                              | | | |                                                                                               |
|                            |                                              | | | |                                                                                               |
| 2013                       | XOXO SM Entertainment, KT Music              | KR1 (259 Wo.)KR | JP9 (5 Wo.)JP | — | Erstveröffentlichung: 3. Juni 2013 Verkäufe: + 1.284.235                                      |
| 2013                       | Growl SM Entertainment, KT Music             | KR1 (212 Wo.)KR | — | — | Wiederveröffentlichung: 5. August 2013 Verkäufe werden XOXO hinzuaddiert                      |
| 2015                       | Exodus SM Entertainment, KT Music            | KR1 (133 Wo.)KR | — | US95 (1 Wo.)US | Erstveröffentlichung: 30. März 2015 Verkäufe: + 1.276.160                                     |
| 2015                       | Love Me Right SM Entertainment, KT Music     | KR1 (167 Wo.)KR | — | — | Wiederveröffentlichung: 3. Juni 2015 Verkäufe werden Exodus hinzuaddiert                      |
| 2016                       | Ex’Act SM Entertainment, KT Music            | KR1 (91 Wo.)KR | — | — | Erstveröffentlichung: 9. Juni 2016                                                            |
| 2016                       | Lotto SM Entertainment, KT Music             | KR1 (128 Wo.)KR | — | — | Wiederveröffentlichung: 18. August 2016 Verkäufe werden Ex’Act hinzuaddiert                   |
| 2017                       | The War SM Entertainment                     | KR1 (100 Wo.)KR | — | US87 (1 Wo.)US | Erstveröffentlichung: 19. Juli 2017 Verkäufe: + 2.494.137                                     |
| 2017                       | The War: The Power of Music SM Entertainment | KR1 (104 Wo.)KR | — | — | Wiederveröffentlichung: 5. September 2017 Verkäufe werden The War hinzuaddiert                |
| 2018                       | Don’t Mess Up My Tempo SM Entertainment      | KR1 Diamant · (17 Wo.)KR | JP3 (2 Wo.)JP | US23 (2 Wo.)US | Erstveröffentlichung: 2. November 2018 Verkäufe: + 1.500.000                                  |
| 2018                       | Love Shot SM Entertainment                   | KR1 ×2Doppelplatin · (50 Wo.)KR | — | — | Wiederveröffentlichung: 13. Dezember 2018 Verkäufe werden Don’t Mess Up My Tempo hinzuaddiert |
| 2019                       | Obsession SM Entertainment                   | KR1 ×3Dreifachplatin · (57 Wo.)KR | JP16 (3 Wo.)JP | US182 (2 Wo.)US | Erstveröffentlichung: 27. November 2019 Verkäufe: + 750.000                                   |
| 2023                       | Exist SM Entertainment                       | KR1 Diamant + Platin (SMC) · (13 Wo.)KR | JP5 (3 Wo.)JP | — | Erstveröffentlichung: 10. Juli 2023 Verkäufe: + 1.250.000                                     |
| Japanische Studioalben     |                                              | | | |                                                                                               |
|                            |                                              | | | |                                                                                               |
| 2018                       | Countdown Avex Trax                          | — | JP1 Gold · (20 Wo.)JP | — | Erstveröffentlichung: 31. Januar 2018 Verkäufe: JP: + 96.352                                  |

## Filmografie

### Reality-TV-Shows
- 2013: Exo’s Showtime
- 2014: XOXO Exo
- 2014: Exo 90:2014
- 2015: SurpLines Exo (Line TV)
- 2015: Exo Channel

### Drama
- 2015: Exo Next Door

## Tourneen
| Tourneen: - 2014–15: Exo from Exoplanet #1 – The Lost Planet - 2015–16: Exo Planet #2 – The Exo’luxion - 2016–17: Exo Planet #3 – The Exo’rdium - 2017–18: Exo Planet #4 – The EℓyXiOn - 2019: Exo Planet #5 – EXplOration | Label Tourneen: - 2012–13: SM Town Live World Tour III - 2014–15: SMTown Live World Tour IV - 2016: SM Town Live World Tour V - 2017: SM Town Live World Tour VI |